# Улыбка моей матери (фильм)
«Улыбка моей матери (Час религии)» (итал. L'ora di religione (Il sorriso di mia madre)) — итальянский кинофильм режиссёра Марко Беллоккьо, вышедший на экраны в  2002 году.

## Сюжет
Художник Эрнесто Пиччафуокко узнаёт, что Ватикан собирается причислить к лику святых его мать, которую он не любил и которая много лет назад была убита его безумным братом. Будучи атеистом, Эрнесто скептически относится к ватиканской кампании, но сам оказывается втянут в неё усилиями своих амбициозных родственников, дальновидно рассуждающих о преимуществах наличия в роду официально признанной святой. Вскоре Эрнесто приходится признать — он тоже кое-что унаследовал от матери: её улыбку…

## В ролях
- Серджо Кастеллитто — Эрнесто Пиччафуокко
- Жаклин Люстиг — Ирен Пиччафуокко
- Кьяра Конти — Диана Серени
- Джиджо Альберти — Этторе Пиччафуокко
- Альберто Мондини — Леонардо Пиччафуокко
- Джанфеличе Импарато — Эрминио Пиччафуокко
- Джанни Скикки — Филиппо Ардженти
- Маурицио Донадони — кардинал Пьюмини
- Донато Плачидо — Эджидио Пиччафуокко
- Пьера Дельи Эспости — тётя Мария
- Тони Берторелли — граф Лудовико Булла

## Награды и номинации
- 2002 — Специальное упоминание экуменического жюри Каннского кинофестиваля.
- 2002 — участие в конкурсной программе Чикагского кинофестиваля.
- 2002 — премия Европейской киноакадемии лучшему европейскому актёру (Серджо Кастеллитто), а также 3 номинации: лучший европейский режиссёр (Марко Беллоккьо), лучший европейский режиссёр по мнению зрителей (Марко Беллоккьо), лучший европейский актёр по мнению зрителей (Серджо Кастеллитто).
- 2002 — 4 премии «Серебряная лента»: лучший режиссёр (Марко Беллоккьо), лучший оригинальный сюжет (Марко Беллоккьо), лучший актёр (Серджо Кастеллитто), лучший звук (Маурицио Арджентьери). Кроме того, лента получила ещё 5 номинаций: лучший сценарий (Марко Беллоккьо), лучшая актриса второго плана (Пьера Дельи Эспости), лучший актёр второго плана (Тони Берторелли), лучшая операторская работа (Паскуале Мари), лучшая работа художника (Марко Дентичи).
- 2002 — попадание в десятку лучших фильмов года по версии журнала Cahiers du cinéma.
- 2003 — премия «Давид ди Донателло» за лучшую женскую роль второго плана (Пьера Дельи Эспости), а также 5 номинаций: лучший фильм, лучший режиссёр (Марко Беллоккьо), лучший сценарий (Марко Беллоккьо), лучший актёр (Серджо Кастеллитто), лучшая работа художника (Марко Дентичи).